# Губецка, Челси
Челси Губецка (англ. Chelsea Gubecka) — австралийская пловчиха, чемпионка мира 2024 года, призёр чемпионата мира 2023 года. Участница летних Олимпийских игр 2016 года. Специализируется в плавании на открытой воде.

## Биография
Челси Губецка родилась 8 сентября 1998 года в городе Намборе, в Австралии. Выступает за Кавана водный плавательный клуб.
В 2016 году приняла участие в Олимпийских играх в Бразилии. Плыла дистанцию 10 километров на открытой воде, показала 15-й результат.
На чемпионате планеты 2023 года в японской Фукуоке она завоевала две медали на открытой воде: серебряную на дистанции 10 километров и бронзовую в составе эстафетной четвёрки Австралии. По результатам соревнований Челси квалифицировалась на летние Олимпийские игры 2024 года. 